# Diplomacy (film fra 1916)
Diplomacy er en amerikansk stumfilm fra 1916 af Sidney Olcott.

## Medvirkende
- Marie Doro som Dora.
- Elliott Dexter som Julian Beauclerc.
- Edith Campbell som Zicka.
- George Majeroni som Orloff.
- Frank Losee som Henri Beauclerc.